# Valentina Galiano
Valentina Galiano (Rafaela, 12 de agosto de 1989) es una jugadora argentina de voleibol que se desempeña como armadora. Formó parte de la selección argentina que disputó el Mundial 2018, mientras que a nivel de clubes se consagró dos veces campeona de la Liga Femenina de Voleibol Argentino con Boca Juniors.

## Biografía
Comenzó su carrera en las inferiores del Club Atlético María Juana, su primer Liga Femenina de Voley Argentino la disputó con el Club Atlético San Isidro de San Francisco (Córdoba), para luego volver al club de sus amores en María Juana (Santa Fe), con el que disputó las temporadas 2009/10 y 2010/11 de la Liga Femenina de Voleibol Argentino. En la temporada 2012-13 se desempeñó en Villa Dora, con el que terminó en el cuarto puesto de la Liga. Disputó las ligas 2014/15 y 2015/16 con el Atlético Echagüe de la ciudad de Paraná, para actuar en San Jorge en la temporada siguiente. Al finalizar la temporada fue fichada por Boca Juniors, equipo con el que se consagró campeona metropolitana en 2017 y bicampeona nacional en 2018 y 2019.
Tras una pausa en su carrera para dedicarse a su carrera de chef a finales de 2019, recibió a mediados de 2020 una oferta del Barcelona para participar junto al equipo en la segunda división española y además hacerse cargo de la formación de un grupo de juveniles. Con el Barça logró el campeonato y el ascenso a la Liga Iberdrola, siendo designada MVP de la fase final de la Superliga 2. En 2022 pasó al Arenal Emevé de la máxima categoría española, donde reemplazó a su compatriota Yael Castiglione. Tras una temporada con buenas actuaciones en el Emevé, donde fue incluida en el septeto ideal en varias fechas, en abril de 2023 el Haro Rioja Voley confirmó su fichaje para la temporada 2023/24.

## Selección nacional
Con la selección argentina disputó el Campeonato Mundial 2018, los Juegos Sudamericanos 2018 (donde Argentina obtuvo la medalla de plata), los Juegos Panamericanos de 2019 (medalla de bronce), y la Challenger Cup 2019, donde la selección finalizó en el tercer puesto.

## Palmarés

### Clubes
- Campeonato Metropolitano 2017, con Boca Juniors
- Liga Femenina de Voleibol Argentino 2018, con Boca Juniors
- Liga Femenina de voleibol argentino de 2019, con Boca Juniors
- Campeona Superliga 2 2020/21, con Barcelona
- Subcampeona Supercopa Iberdrola, con Emevé[30]

### Selección nacional
- Medalla de Plata  - Juegos Sudamericanos 2018
- Medalla de Bronce  - Juegos Panamericanos 2019